# Joseph von Werklein
Il barone Joseph von Werklein (San Michele della Lika, 1777 – Vienna, 1849) è stato un militare e politico austriaco, segretario di stato del Ducato di Parma e Piacenza e primo ministro di Maria Luigia.

## Biografia
Nel 1794 partecipò alle campagne militari austriache contro la Francia rivoluzionaria. Promosso nel 1811 al grado di colonnello, dal 1815 al 1818 fu governatore generale del Ducato di Lucca.
Nel 1820 il conte Adam von Neipperg lo chiamò a Parma per diventare segretario di Stato della duchessa Maria Luigia. Alla morte di Neipperg nel 1829, il governo austriaco lo nominò primo ministro del Ducato di Parma, Piacenza e Guastalla. Instaurò una politica più rigida e reazionaria del suo predecessore, che lo rese inviso alla maggior parte della popolazione.
In febbraio del 1831 scoppiarono a Parma dei moti rivoluzionari, ma egli non seppe adeguatamente fronteggiarli. Di fronte agli insorti che gridavano «Evviva Maria Luigia» e «Morte al Werklein» si diede alla fuga indossando la livrea di cavallerizza di Maria Luigia e mettendosi in salvo al di là del Po. Dopo molte traversie raggiunse Vienna, da dove inviò al ministro Vincenzo Mistrali una lettera di autodifesa, invocando anche le sue precarie condizioni economiche, ma il governo di Parma rispose seccamente: «Inammissibile una volta per sempre».